# Остапье (Тернопольская область)
Остапье (укр. Остап'є) — село в Скалатской городской общине Тернопольского района Тернопольской области Украины.
До 2020 года входило в Подволочисский район.
Население по переписи 2001 года составляло 1785 человек. Почтовый индекс — 47861. Телефонный код — 3543.

## Известные уроженцы, жители
- Ярослав Дмитриевич Фучило (укр. Ярослав Дмитрович Фучило; род. 1962) — украинский лесовод, доктор сельскохозяйственных наук (2006).